# Dapediiformes
I dapediiformi (Dapediiformes) sono un gruppo di pesci ossei estinti, appartenenti agli attinotterigi. Vissero tra il Triassico medio e il Giurassico superiore (circa 240 - 150 milioni di anni fa) e i loro resti fossili sono stati ritrovati in Europa e in Nordamerica. 

## Descrizione
Questi pesci erano di dimensioni medio-piccole, e solitamente non superavano la lunghezza di 45 centimetri; esiste tuttavia una forma (Scopulipiscis) che potrebbe aver raggiunto i due metri di lunghezza. Possedevano un corpo molto alto e fortemente appiattito lateralmente, che conferiva a questi animali l'aspetto di un disco; in alcune specie la testa e il tronco andavano a comporre una struttura quasi circolare, in altre una struttura a forma di fuso molto alto. Le pinne anale e dorsale erano lunghe e posizionate nella parte posteriore del corpo; i dapediiformi, inoltre, erano caratterizzati da una fila di ossa infraorbitali e una fila di ossa suborbitali che, insieme, formavano una sorta di anello che circondava l'occhio. La porzione verticale del preopercolo era parzialmente coperta dalle ossa suborbitali. Era inoltre presente una placca golare.

## Classificazione
La famiglia Dapediidae venne istituita nel 1966 dal paleontologo tedesco Ulrich Lehmann e inizialmente venne assegnata al gruppo dei semionotiformi. Successivamente, nel 2015, Thies e Waschkewitz denominarono l'ordine Dapediiformes per contenere la famiglia monotipica Dapediidae, assegnandolo al grande gruppo dei Ginglymodi (attualmente rappresentati dai lucci alligatore) all'interno degli olostei. Altri scienziati indicano che i dapediiformi potrebbero rappresentare forme basali degli Halecomorphi (attualmente rappresentati dalla sola specie Amia calva) oppure potrebbero essere il sister group di un clade raggruppante Ginglymodi e Halecomorphi. 
I più antichi dapediiformi risalgono al Triassico (Dandya, Sargodon, Hemicalypterus), ma nel corso del Giurassico inferiore ebbero ampia diffusione (Dapedium, Tetragonolepis) per poi andare incontro a un rapido declino, forse causato dalla competizione con altri pesci dalla struttura simile, come i picnodonti; gli ultimi dapediiformi (Heterostrophus) sono del Giurassico superiore.
- Ordine Dapediiformes
  - Famiglia Dapediidae
    - Dandya
    - Dapedium
    - Hemicalypterus
    - Heterostrophus
    - Paradapedium
    - Sargodon
    - Scopulipiscis
    - Tetragonolepis

## Paleoecologia
I dapediiformi vivevano lungo le rive dell'antico oceano Tetide. I denti conici di molti dapediiformi indicano che questi animali dovevano nutrirsi come gli attuali sparidi, ovvero staccando dal substrato invertebrati muniti di guscio, che veniva poi frantumato dai denti posteriori.